# Aphneope quadrimaculata
Aphneope quadrimaculata är en skalbaggsart som beskrevs av Max Poll 1892. Aphneope quadrimaculata ingår i släktet Aphneope och familjen långhorningar. Inga underarter finns listade i Catalogue of Life.